# Komarovka (Primórie)
|  | Per a altres significats, vegeu «Komarovka». |

Komarovka (en rus: Комаровка) és un poble del krai de Primórie, a l'Extrem Orient de Rússia, que en el cens del 2010 tenia 413 habitants.